# Uovo di Caterina la Grande
L'Uovo di Caterina la Grande (chiamato anche Uovo grisaille o Uovo cammeo rosa) è una delle uova imperiali Fabergé, un uovo di Pasqua gioiello che l'ultimo zar di Russia, Nicola II donò a sua madre l'Imperatrice vedova Marija Fëdorovna Romanova.
Fu fabbricato a San Pietroburgo nel 1914 sotto la supervisione di Henrik Wigström, per conto del gioielliere russo Peter Carl Fabergé, della Fabergè. 

## Proprietari
Armand Hammer lo acquistò nel 1930 dall'Antikvariat, insieme ad altre nove uova imperiali,
nel 1931 fu venduto dalle Hammer Galleries di New York a Eleanor Barzin come regalo di compleanno per sua madre Marjorie Merriweather Post che alla sua morte nel 1973 lasciò l'uovo al Hillwood Museum di Washington, D.C. ove è tuttora esposto.

## Descrizione
L'uovo, senza il suo supporto, è alto 12,065 cm. ed è fatto d'oro di quattro colori, grisaille rosa e smalto bianco opaco, diamanti taglio rosetta oppure tagliati come una lastra sottile, perline, è foderato di velluto.
Vari pannelli dipinti da Vassily Ivanovich Zuiev (n. 1870) in smalto rosa camaieu, come cammei, sono incorniciati da file di perline e festoni di diamanti e oro cesellato; i due pannelli più grandi, sulla parte anteriore e su quella posteriore dell'uovo, recano miniature di scene allegoriche delle arti e delle scienze nello stile del XVIII secolo, ispirate all'artista francese François Boucher.
L'uovo richiama le opulente decorazioni degli interni del Palazzo Aničkov, il preferito di Maria, dove molti dei soffitti sono dipinti a grisaille e dove fu custodito.

### Sorpresa
La sorpresa è andata perduta.
Secondo una lettera di Marija Fëdorovna a sua sorella, la regina Alessandra d'Inghilterra, si trattava di una portantina meccanica, trasportata da due servitori di colore, con Caterina la Grande seduta all'interno:
All'interno c’è una portantina trasportata da due mori con dentro Caterina la Grande e lei ha una coroncina in testa.
Dai la carica ed i mori camminano. Te lo immagini?
È un'opera incredibilmente bella ed un lavoro superbo.
Fabergé è il più grande genio del nostro tempo. Gliel’ho anche detto "Vous êtes un génie incomparable" (voi siete un genio senza pari).»
La scelta di Caterina la Grande, che si vantava di essere una mecenate delle arti e delle scienze, come parte della sorpresa è certamente in linea con lo stile e le miniature di quest'uovo.